# Ikotos
Ikotos (ang. Ikotos County) jednostka podziału terytorialnego w Sudanie Południowym. Według spisu powszechnego z 2008 r. liczba mieszkańców wynosi 84 649. Siedzibą administracji jest miejscowość Ikotos. Do 2015 leżała w stanie Ekwatoria Wschodnia.